# Maria Elisabetta d'Asburgo
Maria Elisabetta d'Asburgo, arciduchessa d'Austria (Linz, 13 dicembre 1680 – Morlanwelz, 26 agosto 1741), fu una principessa imperiale austriaca e governatrice dei Paesi Bassi austriaci dal 1724 alla sua morte.

## Biografia

### Infanzia

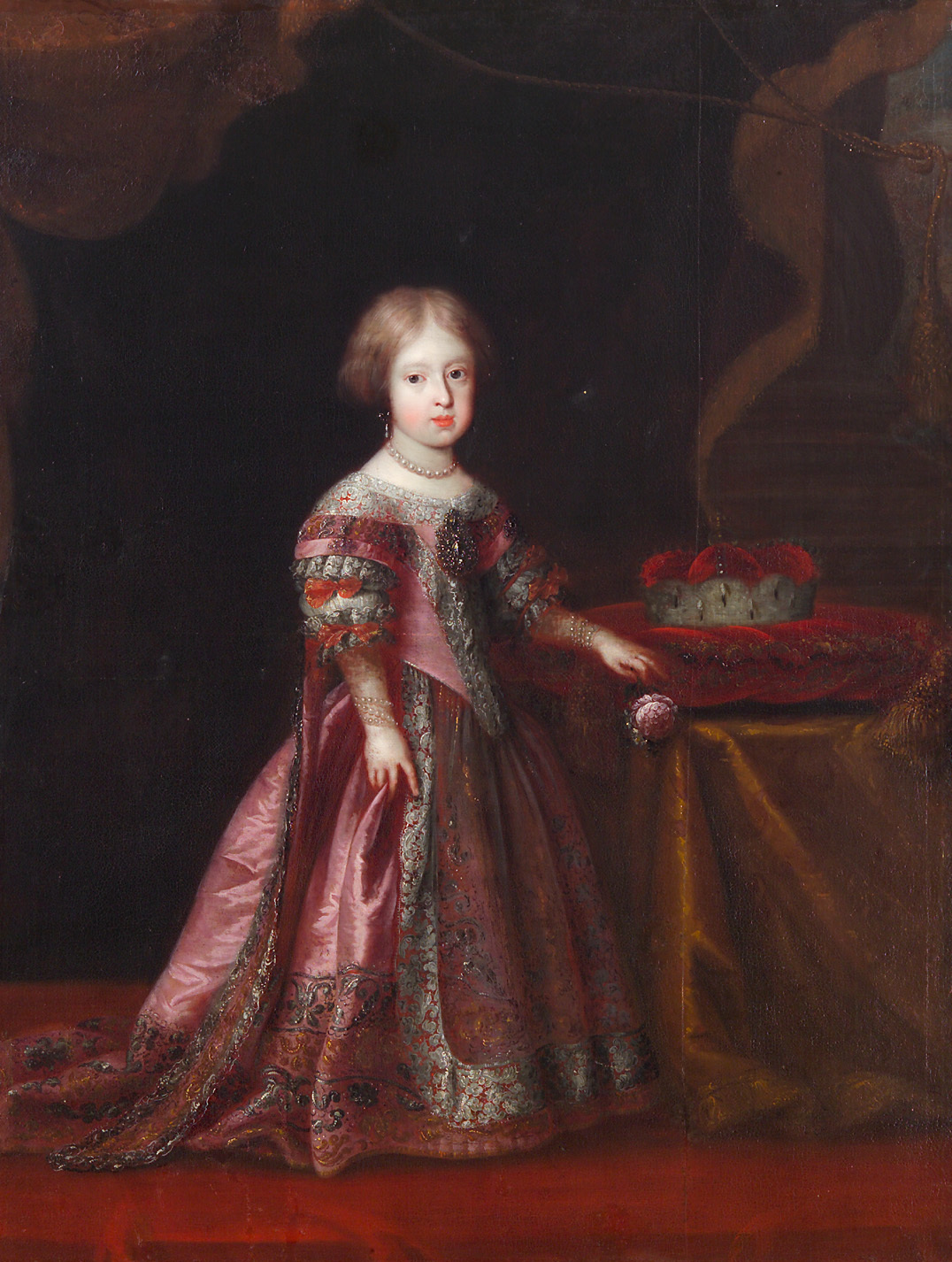
Maria Elisabetta d'Austria all'età di circa quattro anni, 1684 circa, Kunsthistorisches Museum.

Nacque il 13 dicembre 1680 a Linz dall'imperatore Leopoldo I e da Eleonora del Palatinato-Neuburg.

### Governatrice dei Paesi Bassi austriaci

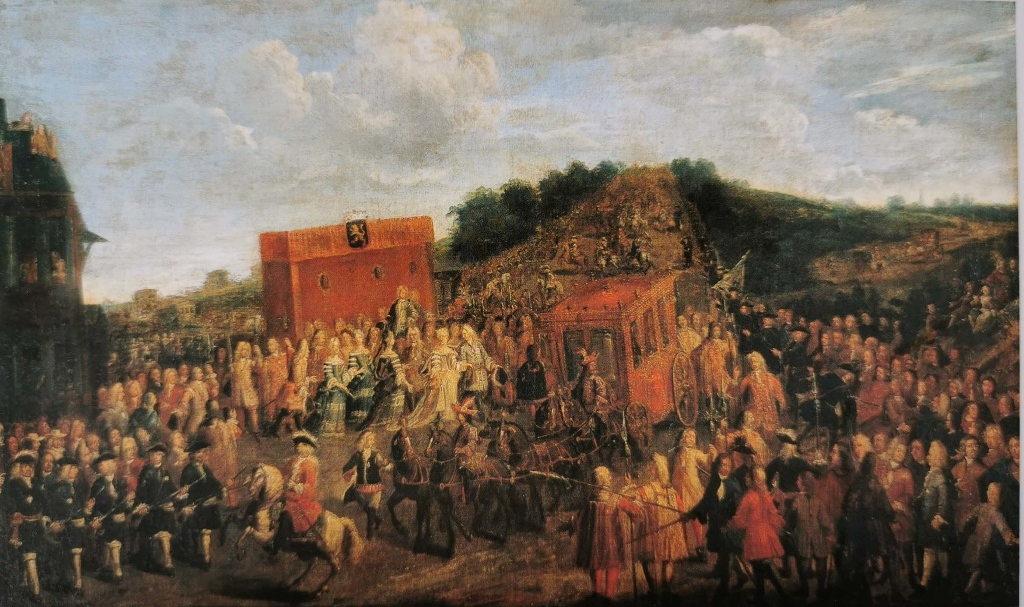
L'ingresso a Bruxelles dall'arciduchessa Maria Elisabetta, di Andreas Martin, 1724 circa.

Nel 1724 il fratello, l'imperatore Carlo VI, la nominò successore del principe Eugenio di Savoia come governatrice dei Paesi Bassi austriaci, carica che occupò fino alla sua morte. La sua venuta nei Paesi Bassi segnò la ripresa della normalità dei rapporti diplomatici con la Santa Sede, la cui Nunziatura apostolica era retta, a partire dal 1634, solo a livello d'internunzio e che nel 1725 vide nuovamente la nomina di un Nunzio apostolico a pieno titolo nella persona del vescovo (e futuro cardinale), Giuseppe Spinelli.
La prosperità economica della regione le rese possibile mantenere una ricca corte e stimolare la vita culturale e musicale di Bruxelles
Occupò e fece ingrandire il Castello di Mariemont e assistette impotente all'incendio del Palazzo ducale di Coudenberg, distrutto dalle fiamme nel febbraio del 1731.
Molto amata dai suoi sudditi, non sempre le sue politiche incontravano l'approvazione di Vienna.

### Morte
Maria Elisabetta non si sposò mai. Quando morì, all'età di 61 anni, nel Castello di Marienmont, presso Morlanwelz, nell'Hainaut, il suo corpo venne dapprima sepolto a Bruxelles, poi, nel 1749, trasferito a Vienna, nella Cripta Imperiale, accanto al fratello Carlo VI.

## Ascendenza
|                                     |                                           |                                      | Genitori                          |  |  | Nonni |  |  | Bisnonni                |  |  | Trisnonni          |  |
|                                     |                                           |                                      |                                   |  |  |       |  |  | Ferdinando II d'Asburgo |  |  | Carlo II d'Austria |  |
|                                     |                                           |                                      |                                   |  |  |       |  |  | Ferdinando II d'Asburgo |  |  | Carlo II d'Austria |  |
|                                     |                                           | Maria Anna di Baviera                |                                   |  |  |       |  |  | Ferdinando II d'Asburgo |  |  |                    |  |
| Ferdinando III d'Asburgo            |                                           |                                      |                                   |  |  |       |  |  | Ferdinando II d'Asburgo |  |  |                    |  |
|                                     |                                           | Maria Anna di Baviera                | Guglielmo V di Baviera            |  |  |       |  |  |                         |  |  |                    |  |
|                                     |                                           | Maria Anna di Baviera                | Guglielmo V di Baviera            |  |  |       |  |  |                         |  |  |                    |  |
|                                     |                                           | Maria Anna di Baviera                | Renata di Lorena                  |  |  |       |  |  |                         |  |  |                    |  |
| Leopoldo I d'Asburgo                |                                           | Maria Anna di Baviera                |                                   |  |  |       |  |  |                         |  |  |                    |  |
|                                     |                                           | Filippo III di Spagna                | Filippo II di Spagna              |  |  |       |  |  |                         |  |  |                    |  |
|                                     |                                           | Filippo III di Spagna                | Filippo II di Spagna              |  |  |       |  |  |                         |  |  |                    |  |
|                                     |                                           | Filippo III di Spagna                | Anna d'Austria                    |  |  |       |  |  |                         |  |  |                    |  |
| Maria Anna di Spagna                |                                           | Filippo III di Spagna                |                                   |  |  |       |  |  |                         |  |  |                    |  |
|                                     |                                           | Margherita d'Austria-Stiria          | Carlo II d'Austria                |  |  |       |  |  |                         |  |  |                    |  |
|                                     |                                           | Margherita d'Austria-Stiria          | Carlo II d'Austria                |  |  |       |  |  |                         |  |  |                    |  |
|                                     |                                           | Margherita d'Austria-Stiria          | Maria Anna di Baviera             |  |  |       |  |  |                         |  |  |                    |  |
| Maria Elisabetta d'Asburgo          |                                           | Margherita d'Austria-Stiria          |                                   |  |  |       |  |  |                         |  |  |                    |  |
|                                     | Volfango Guglielmo del Palatinato-Neuburg | Filippo Luigi del Palatinato-Neuburg |                                   |  |  |       |  |  |                         |  |  |                    |  |
|                                     | Volfango Guglielmo del Palatinato-Neuburg | Filippo Luigi del Palatinato-Neuburg |                                   |  |  |       |  |  |                         |  |  |                    |  |
|                                     | Volfango Guglielmo del Palatinato-Neuburg | Anna di Jülich-Kleve-Berg            |                                   |  |  |       |  |  |                         |  |  |                    |  |
| Filippo Guglielmo del Palatinato    | Volfango Guglielmo del Palatinato-Neuburg |                                      |                                   |  |  |       |  |  |                         |  |  |                    |  |
|                                     |                                           | Maddalena di Baviera                 | Guglielmo V di Baviera            |  |  |       |  |  |                         |  |  |                    |  |
|                                     |                                           | Maddalena di Baviera                 | Guglielmo V di Baviera            |  |  |       |  |  |                         |  |  |                    |  |
|                                     |                                           | Maddalena di Baviera                 | Renata di Lorena                  |  |  |       |  |  |                         |  |  |                    |  |
| Eleonora del Palatinato-Neuburg     |                                           | Maddalena di Baviera                 |                                   |  |  |       |  |  |                         |  |  |                    |  |
|                                     |                                           | Giorgio II d'Assia-Darmstadt         | Luigi V d'Assia-Darmstadt         |  |  |       |  |  |                         |  |  |                    |  |
|                                     |                                           | Giorgio II d'Assia-Darmstadt         | Luigi V d'Assia-Darmstadt         |  |  |       |  |  |                         |  |  |                    |  |
|                                     |                                           | Giorgio II d'Assia-Darmstadt         | Maddalena di Brandeburgo          |  |  |       |  |  |                         |  |  |                    |  |
| Elisabetta Amalia d'Assia-Darmstadt |                                           | Giorgio II d'Assia-Darmstadt         |                                   |  |  |       |  |  |                         |  |  |                    |  |
|                                     |                                           | Sofia Eleonora di Sassonia           | Giovanni Giorgio di Brandeburgo   |  |  |       |  |  |                         |  |  |                    |  |
|                                     |                                           | Sofia Eleonora di Sassonia           | Giovanni Giorgio di Brandeburgo   |  |  |       |  |  |                         |  |  |                    |  |
|                                     |                                           | Sofia Eleonora di Sassonia           | Maddalena Sibilla di Hohenzollern |  |  |       |  |  |                         |  |  |                    |  |
|                                     |                                           | Sofia Eleonora di Sassonia           |                                   |  |  |       |  |  |                         |  |  |                    |  |